# Храм Андрея Первозванного (Сочи)

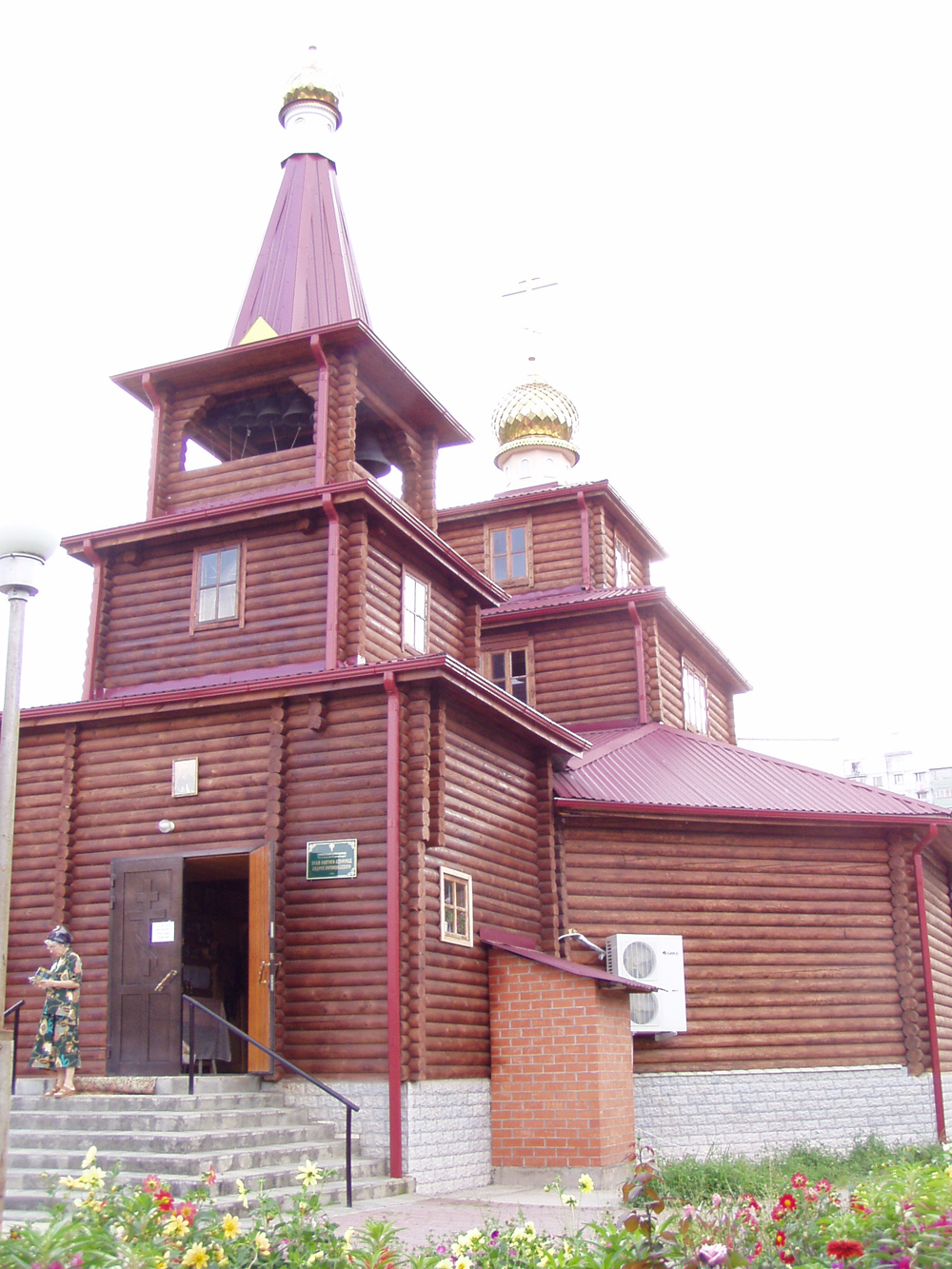
Церковь Апостола Андрея Первозванного в Сочи

Храм святого апостола Андрея Первозванного — православный храм в микрорайоне Заречный города Сочи Краснодарского края.
Храм был воздвигнут на средства кубанского казачества в честь 2000-летия Рождества Христова. Заложен 13 декабря 1999. Построен из дерева на бетонном фундаменте. Шатровая звонница достроена в 2006.
Рядом с главным храмом построен храм Блаженной Матроны. Действует воскресная школа.

## Интересные факты
- В 2007 в храме был крещён новорожденный сын экс-солиста попгруппы «Ласковый май» Юры Шатунова и его жены Светланы. Крестным отцом стал экс-коллега Шатунова по группе «Ласковый май» Андрей Разин. Крестной мамой — старшая сестра Светланы Шатуновой Галина. При крещении мальчику дали имя Дионисий.
- На 10-летие храма в 2009 приезжал известный богослов протодиакон Андрей Кураев.

## Адрес
- 354003, Россия, г. Сочи, ул. Макаренко, 37
- Приходской сайт